# Elektrodepotentiaal
De elektrodepotentiaal, ook wel redoxpotentiaal genoemd, is een maat voor de neiging van een chemisch deeltje om elektronen op te nemen (reductie) of af te staan (oxidatie) aan een referentie-elektrode. Per conventie wordt de standaard-waterstofelektrode onder standaardomstandigheden als referentie genomen, en in dat geval wordt de elektrodepotentiaal aangeduid met de term standaardelektrodepotentiaal of normpotentiaal ({\displaystyle E^{\circ }}). De elektrodepotentiaal wordt uitgedrukt in volt.
Elk chemisch deeltje heeft een eigen intrinsieke redoxpotentiaal. Algemeen geldt: hoe positiever de redoxpotentiaal, hoe groter de affiniteit voor elektronen en hoe groter de neiging gereduceerd te worden. Zo heeft zuurstof (O2) een hoge standaardelektrodepotentiaal (+1,23 V), wat betekent dat het een sterke oxidator is en dus gemakkelijk elektronen opneemt. Elementair zink (Zn), met een potentiaal van –0,76 V, is daarentegen een goede elektrondonor.

## Meting en interpretatie
De elektrodepotentiaal kan experimenteel worden bepaald. Daarvoor brengt men de gereduceerde en geoxideerde vorm van een chemische stof (ieder in gelijke concentraties) in een oplossing. Deze oplossing verbindt men met een andere oplossing van een arbitriar gekozen referentiestandaard via een stroomdraad (met een voltmeter) en een zoutbrug. Elektronen kunnen nu via de draad van de ene oplossing naar de andere bewegen. Wanneer elektronen van het gereduceerde deeltje naar de referentiestof stromen, heeft dit deeltje een negatieve elektrodepotentiaal. Wanneer elektronen vanaf de referentiestof naar het geoxideerde deeltje stromen, heeft het deeltje een positieve elektrodepotentiaal.
De referentiestof is conventioneel een standaard-waterstofelektrode:
{\displaystyle {\ce {2H+ (aq) + 2 e- -> H2 (g)}}}
De elektrodepotentiaal van deze halfreactie is volgens internationale afspraak 0,000 V. De elektrode bestaat uit platina, een inerte geleider, en hangt in een oplossing van 1 atm waterstofgas (H2) en 1 molair H+-ionen (bijvoorbeeld zoutzuur) onder standaardomstandigheden (25 °C).

## In de biochemie
Veel enzymatische reacties die van belang zijn in de stofwisseling van een organisme zijn redoxreacties. Tijdens de oxidatieve fosforylering ondergaan bijvoorbeeld NADH en zuurstof (O2) redoxreacties om energie vrij te maken die het organisme nodig heeft om ATP te maken. NADH is een zeer sterke reductor, wat betekent dat het zeer makkelijk zijn elektronen zal afstaan aan een ander molecuul. NADH geeft zijn elektronen af aan de elektronentransportketen in mitochondriën. Het co-enzym Q10 speelt in de keten zowel de rol van oxidator als van reductor. In de keten spelen zowel voor als na Q10 andere stoffen een vergelijkbare dubbelrol.  Aan het eind van de keten worden de elektronen opgevangen door zuurstof, een zeer sterke oxidator. 
| Voorbeeld van redoxreactie                         | Standaard-elektrodepotentiaal (E0) |
| -------------------------------------------------- | ---------------------------------- |
| {\displaystyle {\ce {NADH <=> NAD+ + H+ + 2e-}}}   | −320 mV                            |
| {\displaystyle {\ce {QH2 <=> Q + 2H+ + 2e-}}}      | +30 mV                             |
| {\displaystyle {\ce {H2O <=> 1/2 O2 + 2H+ + 2e-}}} | +280 mV                            |